# 애란 (1963년 영화)
"애란"은 한국에서 제작된 조긍하 감독의 1963년 영화이다. 김진규 등이 주연으로 출연하였고 차태진 등이 제작에 참여하였다.

## 출연

### 주연
- 김진규
- 김혜정
- 박노식
- 방성자

## 기타
- 조명: 이병준
- 미술: 박석인